# Caesar
Caesar (CAmion Equipé d'un Système d'ARtillerie) je 155 mm top/haubica razvijena od tvrtke GIAT. Napravljen je iz F3 samohodne haubice bazirane na šasiji AMX-13 lakog tenka. Proizvodnja Caesar sustava je započela 2007. godine, a Francuska je naručila 72 sustava koji bi trebali zamijeniti TRF1.
Caesar je naoružan sa 155 mm/L52 top/haubicom, opremljenom s poluautomatskim punjenjem. Može ispaljivati svo standardno NATO streljivo za 155 mm top. Maksimalan domet topa je 34 km, a brzina paljbe 6 granata u minuti. Borbeni komplet vozila sastoji se od 18 granata. Kao sekundarno naoružan je može se ugraditi 12,7 mm strojnica na krov kabine kamiona.
Caesar sustav je montiran na Renault Sherpa 5 6x6 kamionu. Pogonjen je dizelskim motorom snage 240 KS. Sustav se može transportirati zrakom s C-130 Hercules transportnim avionom.